# Aethes beatricella
Aethes beatricella es una especie de polilla del género Aethes, categorizada en la tribu Cochylini, de la subfamilia Tortricinae.

## Distribución
Se distribuye por Reino Unido.

## Taxonomía
Fue descrita por Walsingham en 1898 y publicada en (Lozopera), Ent. mon. Mag. 34: 75.